# Mario Marcel
Mario Marcel Cullell (Santiago, 22 de octubre de 1959) es un economista, ingeniero comercial y académico chileno. Desde el 11 de marzo de 2022 se desempeña como ministro de Hacienda de su país, bajo el gobierno del presidente Gabriel Boric. 
Fue presidente del Banco Central de Chile desde diciembre de 2016 hasta enero de 2022. Si bien se identifica con el Partido Socialista (PS), nunca se ha inscrito en él. Fue un estrecho colaborador de los gobiernos de la centroizquierdista Concertación de Partidos por la Democracia (1990-2010), y durante todo el gobierno del presidente Ricardo Lagos ocupó la titularidad de la Dirección de Presupuestos (Dipres), donde le correspondió desempeñar un papel clave en el diseño de la regla del superávit estructural.

## Primeros años de vida
Mario Marcel Cullell nació el 22 de octubre de 1959, Santiago de Chile; hijo de Mario Marcel Ahumada y Nuria Cullell Camaros. Realizó sus estudios primarios y secundarios en el Instituto Nacional General José Miguel Carrera de la capital. Luego, cursó sus superiores en la carrera de ingeniería comercial en la Universidad de Chile (1977-1981), desde donde egresó como el mejor alumno de su promoción. Posteriormente, cursó un máster en economía y un doctorado en la misma disciplina en la Universidad de Cambridge, en Reino Unido.
Fue el primer miembro de su familia en alcanzar un título universitario. Su madre y abuelos llegaron en barco a Chile el 18 de septiembre de 1937 escapando de la guerra civil española. Sus padres debieron abandonar sus proyectos de estudios para trabajar y ayudar económicamente a sus familias. Su padre formó una pequeña empresa de artefactos eléctricos desde comienzos de los años 1970.
Se incorporó al think tank Cieplan como ayudante de investigación en 1979, cuando aún era un estudiante universitario. Más tarde evolucionó a investigador asistente, investigador asociado e investigador sénior.

### Matrimonios, relaciones e hijos
Tiene tres hijos de un primer matrimonio. Se casó en segundas nupcias con Pamela Melania Albornoz Castillo, con quien tiene un hijo. Desde el 2022, es pareja de la política y en ese entonces ministra del Interior Carolina Tohá.

## Actividad pública

### Gobiernos de Aylwin y Frei (1990-2000)
Tras la llegada de Patricio Aylwin a la presidencia de la República, en marzo de 1990, y de Alejandro Foxley al Ministerio de Hacienda, se sumó al gobierno como asesor en macroeconomía y programas sociales, asumiendo luego como subdirector de Presupuestos.
En 1994, ya con Eduardo Frei Ruiz-Tagle en la presidencia, fue nombrado secretario ejecutivo del Comité Interministerial de Modernización de la Gestión Pública. A fines de 1996 asumió como Director Interino de la Dirección de Presupuestos (Dipres), cuando el titular, José Pablo Arellano —con quien lo une una larga amistad— fue designado ministro de Educación. Entre octubre y diciembre lideró la tramitación de la Ley de Presupuestos, promovió el primer protocolo de acuerdos presupuestarios entre el gobierno y el Congreso Nacional, y sentó las bases del sistema de control de gestión del sector público que se desarrollaría en los años siguientes.
Entre 1997 y 2000 fue director ejecutivo por Chile en el Banco Interamericano de Desarrollo (BID). En los Estados Unidos estrechó su lazo con Nicolás Eyzaguirre (entonces en el FMI), con quien había trabajado a comienzos de los años 1980 en la Agrupación de Economistas Socialistas. Aquí también se acercó a Michelle Bachelet, quien estudiaba en Fort Leslie, la Universidad Interamericana de la Defensa. Durante este período fue presidente del Comité de Presupuestos del BID y lideró la formulación de la primera Estrategia Institucional del organismo internacional.

### Gobiernos de Lagos y Bachelet (2000-2010)
En 2000 el nuevo presidente, Ricardo Lagos, lo nombró como director de Presupuestos, siendo ministro de Hacienda Nicolás Eyzaguirre. Es sindicado como uno de los ideólogos de la regla del superávit estructural del 1% del PIB, pues antes de asumir realizó un estudio sobre la metodología para calcular indicadores fiscales de largo plazo. La norma se aplicó desde 2001 con el fin de gastar aquello que se considera como ingreso estable en el tiempo, una vez ajustado el efecto del ciclo económico sobre los ingresos fiscales. Durante este período en este cargo, impulsó profundas reformas en la conducción de la política fiscal, la administración de activos y pasivos gubernamentales, el sistema presupuestario y la gestión pública.
Pese a ser un serio candidato a ocupar el cargo de ministro de Hacienda tras el triunfo presidencial de la socialista Michelle Bachelet en enero de 2006, no fue designado en el cargo. No obstante, la entonces presidenta electa lo designó para liderar la comisión que estudió cambios al sistema previsional local, uno de los principales lineamientos del programa de gobierno de Bachelet. Las recomendaciones de la “Comisión Marcel” sentaron las bases de la reforma previsional que se aprobó en 2008. Tras finalizar esta labor retomó sus labores como consultor.
Entre 2006 y 2008 se desempeñó como investigador sénior en Cieplan, docente de la Universidad de Chile, director de las empresas Transelec y Aguas Metropolitanas y consultor internacional, con trabajos en México, El Salvador y Vietnam.

### Trabajo internacional

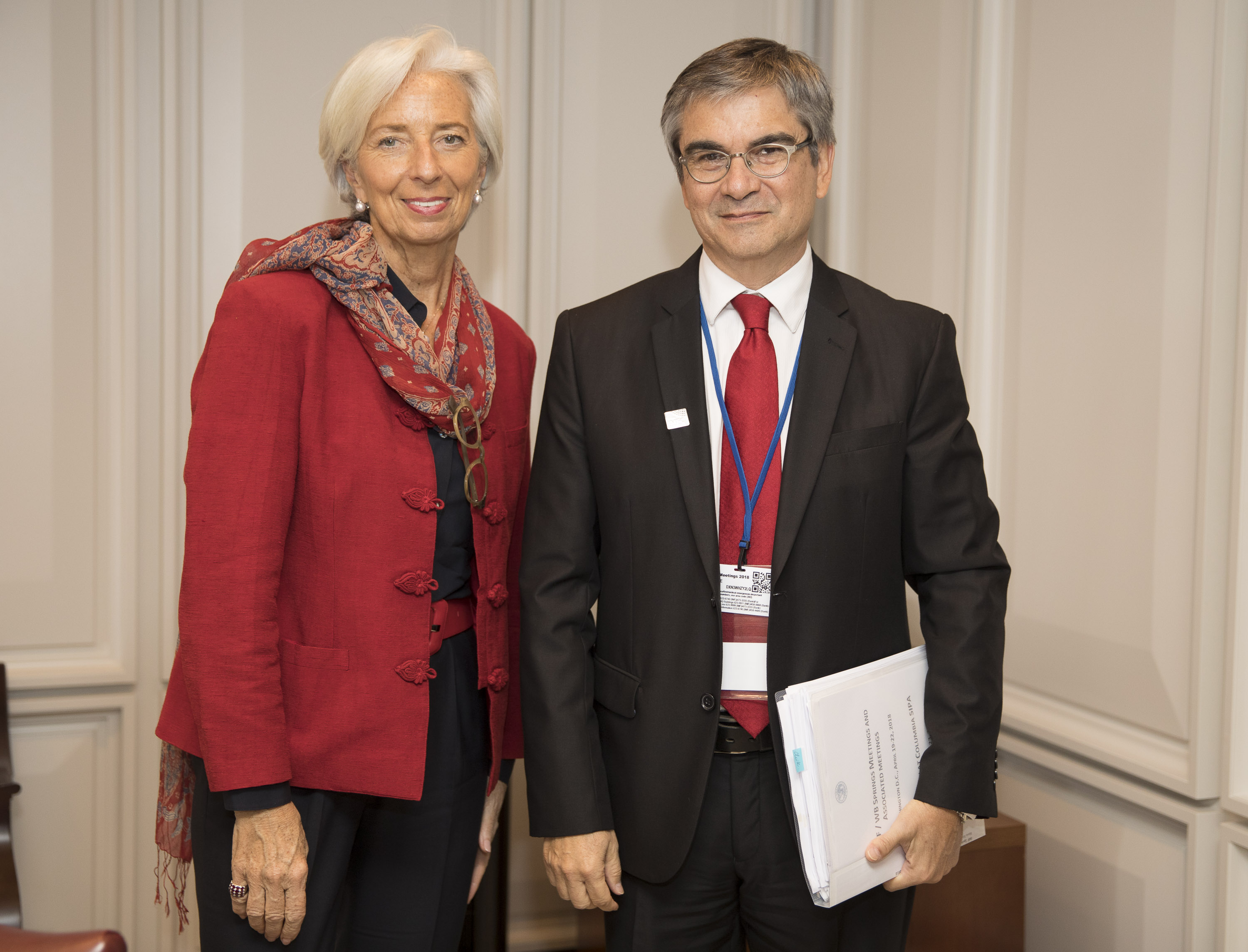
Marcel con la directora gerente del FMI, Christine Lagarde (2018).

En el año 2008 asumió la gerencia del Departamento de Capacidad Institucional y Finanzas del BID en Washington D. C., Estados Unidos, liderando proyectos que llegaron a representar más de un tercio de las aprobaciones del Banco en ese período.
A comienzos de 2011 se trasladó a París, Francia, para desempeñarse como subdirector de Gobernabilidad y Desarrollo Territorial de la Organización para la Cooperación y el Desarrollo Económico (OCDE). En tal capacidad participó activamente en el seguimiento de las políticas de consolidación fiscal en países desarrollados y puso en marcha la agenda sobre confianza institucional del organismo. En 2014 pasó al Banco Mundial como director de la Práctica Global de Buen Gobierno, liderando un equipo de más de 900 profesionales, con presencia en todas las oficinas de país del Banco Mundial.

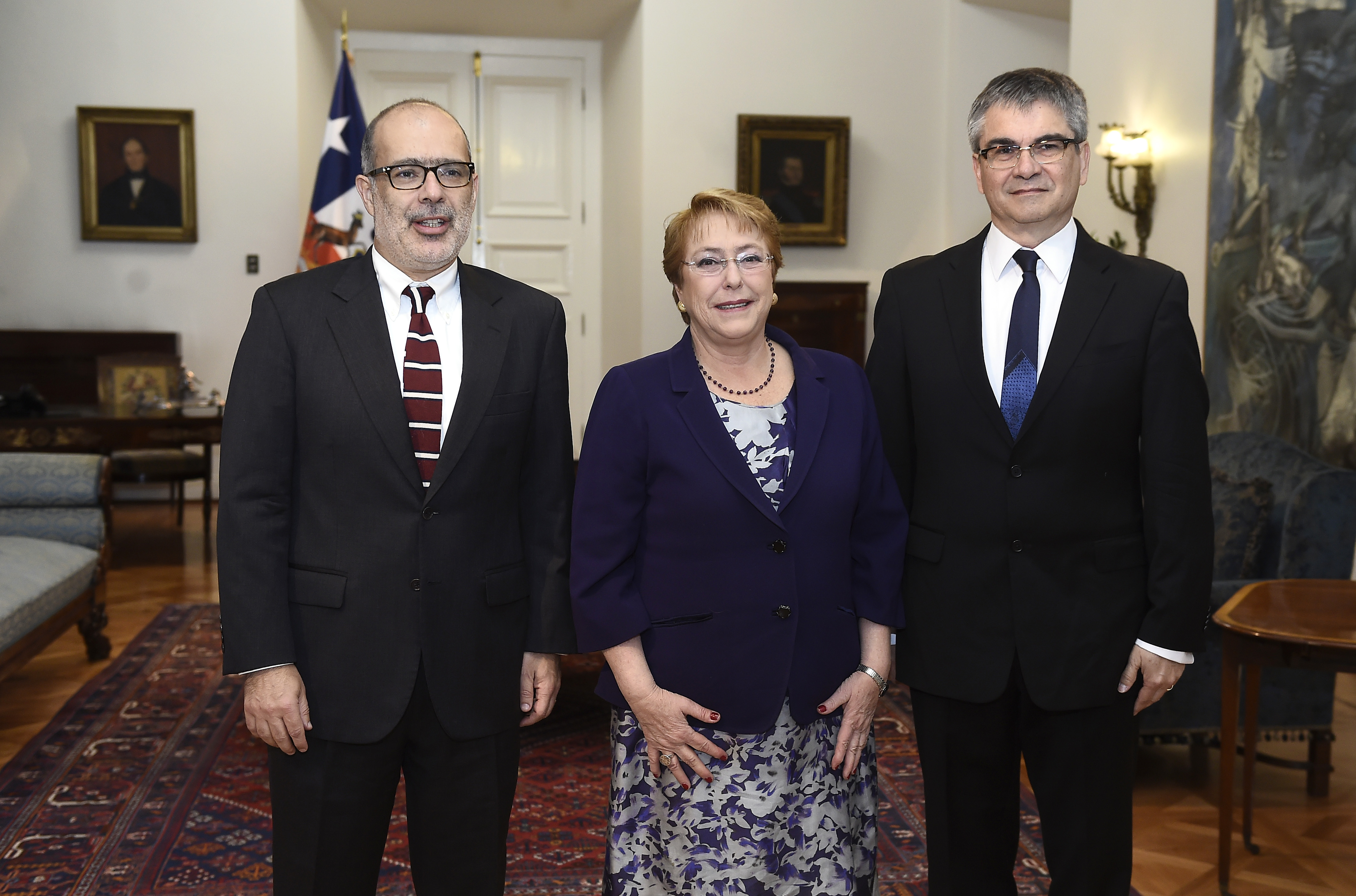
El 25 de octubre de 2016, la presidenta de la República, Michelle Bachelet, acompañada por el ministro de Hacienda, Rodrigo Valdés, lo anunció como nuevo presidente del Banco Central, asumiendo sus funciones el 10 de diciembre.

### Banco Central

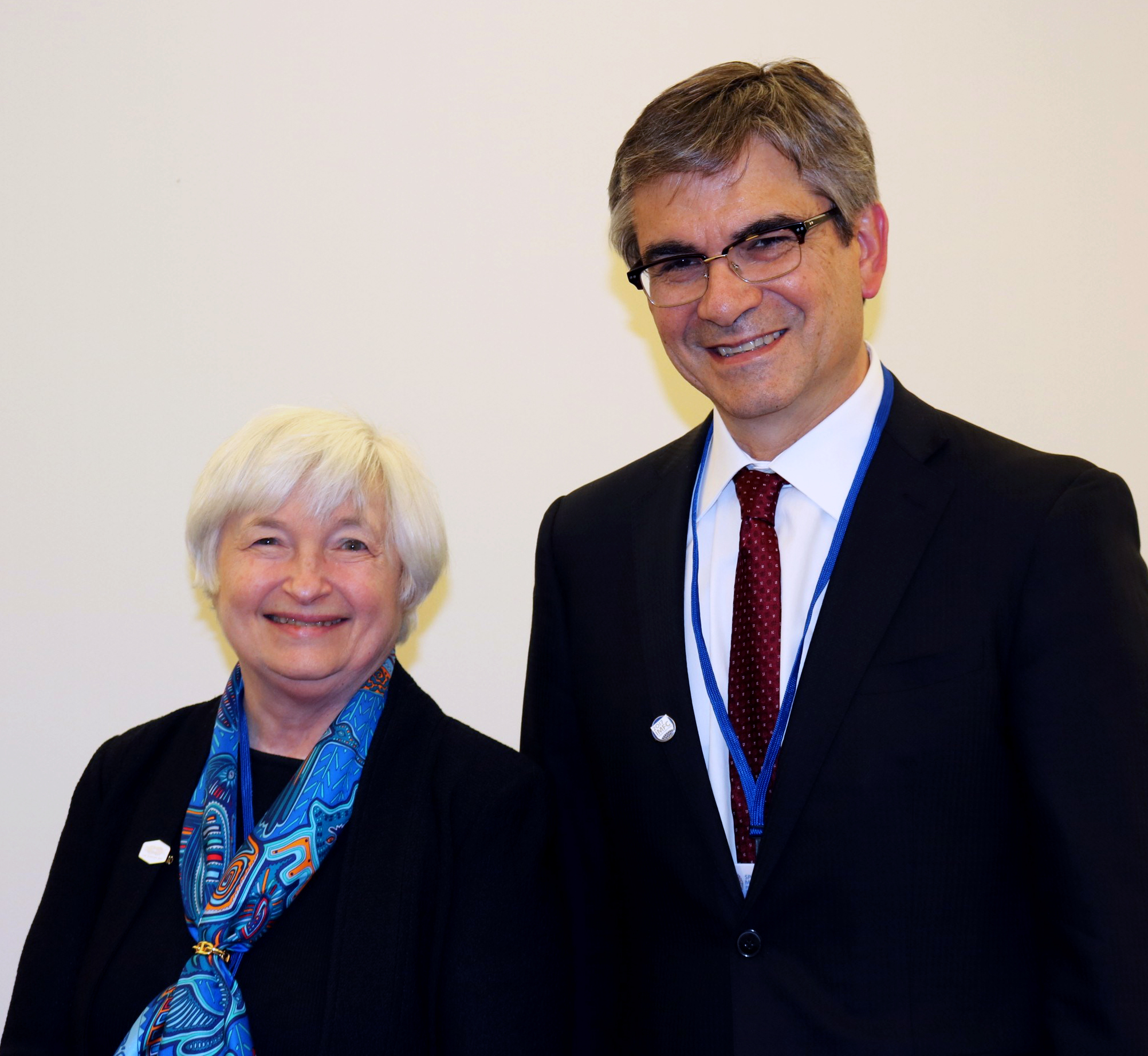
Marcel con Janet Yellen en 2017.

El 24 de agosto de 2015 fue propuesto al Senado por Bachelet para reemplazar a Enrique Marshall en el Consejo del Banco Central de Chile a partir del 1 de octubre. Su nominación fue ratificada por unanimidad en el Senado, al lograr 31 votos a favor, sin rechazos ni abstenciones.
El 25 de octubre de 2016 fue designado por la presidenta de la República Michelle Bachelet como presidente del Banco Central, cargo que asumió el 11 de diciembre, luego de que Rodrigo Vergara terminara su período de cinco años al mando del instituto emisor chileno.
En el instituto emisor chileno ha llevado adelante un plan estratégico para el quinquenio 2018-2022, que ha contemplado, entre otros puntos, cambios en la periodicidad de entrega de información al mercado de las reuniones de Política Monetaria —bajaron de 12 a ocho en el año— y la liberación a través del sitio web del Banco de los informes de Política Monetaria (Ipom) y de Estabilidad Financiera (IEF), sin esperar su presentación a la Comisión de Hacienda del Senado. Asimismo, llevó adelante una serie de cambios en su estructura gerencial y de procesos, orientados a agilizar la toma de decisiones, optimizar procesos y contribuir a la sostenibilidad de la institución.
En diciembre de 2021, cumplió los cinco años establecidos como máximo a la cabeza del Banco Central, y debido a su gestión fue ratificado en el cargo —en octubre de ese año— por el presidente de la República Sebastián Piñera para un segundo periodo, hasta 2026.

### Ministro de Estado
Sin embargo, el 21 de enero de 2022 fue nombrado como ministro de Hacienda por el entonces presidente electo Gabriel Boric, cargo que asumió el 11 de marzo del mismo año, con el inicio formal de la administración de Boric.

#### Plan Chile Apoya

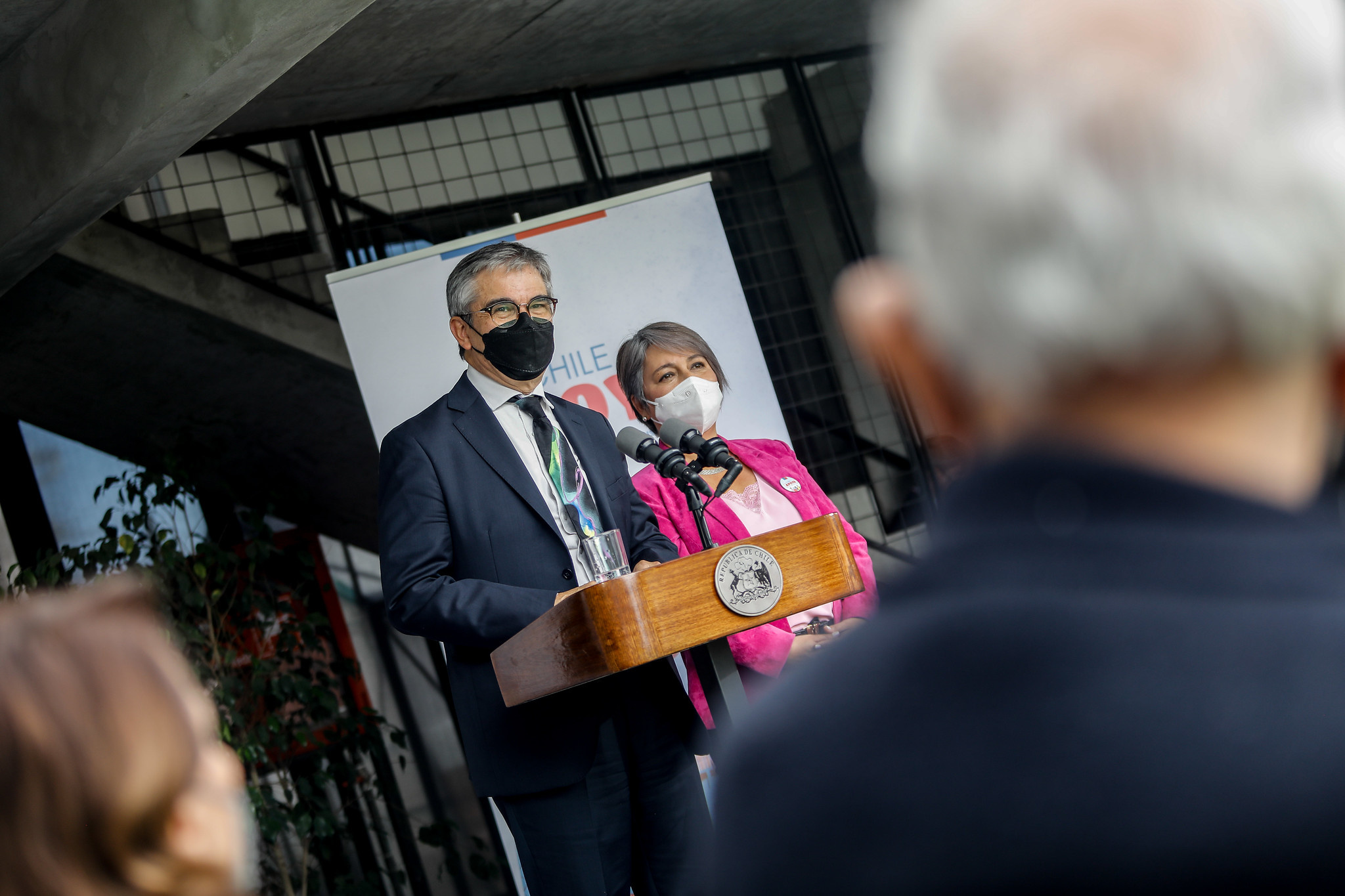
Ministro Mario Marcel presenta el Plan Chile Apoya.

El 7 de abril de 2022 Gabriel Boric presentó su plan económico denominado "Chile Apoya". El proyecto original costaría 3700 millones USD y establece como medidas principales la extensión del IFE laboral hasta septiembre, créditos a MiPymes no bancarizadas, préstamos a la pequeña minería, un bono de 450 mil pesos a trabajadores culturales y una subida del sueldo mínimo a 400 mil pesos. Este plan pretende consolidar la recuperación económica post-pandemia y crear 500 mil nuevos empleos, siendo al menos la mitad para mujeres.
Debido al alza del costo de la vida, el gobierno anunció nuevas medidas. Estas incluyen un bono de 120 mil pesos a 7,5 millones de personas, extensión del IFE laboral hasta el último trimestre del año y la extensión del postnatal de emergencia. Estas medidas costarían 1200 millones de dólares. Parte de Chile Vamos criticó el bono, calificándolo de "Bono Apruebo" y asegurando que aumentará la inflación. El Ministro de Hacienda descartó que el bono tuviera un efecto relevante en la inflación.

## Premios y reconocimientos
- “Gobernador del Año”, en el periodo comprendido entre julio de 2020 y julio de 2021. Premio otorgado por la publicación LatinFinance.[40][41][42]
- Presidente del Banco Central del año 2020, Latinoamérica. Premio otorgado por la publicación GlobalMarkets.[43]
- Economista del año 2017. Premio entregado por la sección «Economía y Negocios» de El Mercurio.[10][44]
- Economista más influyente del año 2017. Premio otorgado por el Diario Financiero.[45][46]
- Integrante desde 2009 del Círculo de Honor de la Facultad de Economía y Negocios Universidad de Chile.[47]
- Innovador en Riesgo y Seguros, Premio en Finanzas, Risk & Insurance, 2009.[48]
- Líder Mundial en Gestión para resultados de Desarrollo, MfDR Sourcebook, Banco Mundial, 2009.[49]
- Mejor alumno de la promoción de ingeniería comercial en la Universidad de Chile (1977-1981).[50]

## Obras
Tiene una larga lista de más de 90 publicaciones como autor y coautor. Entre ellas destacan:

### Banco Central
- Getting Rules into Policymakers’ Hands: A Review of Rules-based Macro Policy. Documentos de Política Económica del Banco Central de Chile. Marzo 2019.
- Can Economic Perception Surveys Improve Macroeconomic Forecasting in Chile? Documento de  Trabajo del Banco Central de Chile.  (Autor junto a Carlos Medel y Nicolas Chanut)
- FinTech y el Futuro de la Banca Central. Documentos de Política Económica del Banco Central de Chile. Agosto 2017 (Autor junto a Carlos Medel, Carlos Madeira y Pablo Furche)
- Constitucionalismo Económico y la Autonomía Institucional del Banco Central de Chile. Documento de Política Económica del Banco Central de Chile.  agosto de 2017.
- FinTech and the Future of Central Banking. Documento de Política Económica del Banco Central de Chile. Agosto de 2017. (Autor junto a Pablo Furche, Carlos Madeira, y Carlos Medel).
- Determinantes de la Inflación de Servicios en Chile. Documento de Trabajo del Banco Central de Chile. Julio de 2017.  (Autor junto a Carlos Medel y Jessica Mena).
- Transiciones Laborales y la Tasa de Desempleo en Chile. Documento de Trabajo del Banco Central de Chile. agosto de 2016. (Autor junto a Alberto Naudon).

### Política fiscal
- Los Fondos Soberanos y la Política Fiscal en Chile 2006-2010. CIEPLAN. Noviembre 2010. (Autor junto a Alejandra Vega).
- Presupuestos para el Desarrollo en América Latina, with M. Guzmán and M. Sanginés, Inter-American Development Bank, 2014.
- “Budgeting for Fiscal Space and Government Performance beyond the Great Recession”, OECD Journal on Budgeting, Volume 2013/2, pp. 9-48.
- “The Structural Balance Rule in Chile: ten years, Ten Lessons”, Discussion Paper IDB-DP-289, Inter-American Development Bank, Fiscal and Municipal management Division, June 2013.
- “Structural Fiscal Balances: methodological, conceptual and practical alternatives”, Discussion Paper IDB-DP-288, Inter-American Development Bank, Fiscal and Municipal management Division, June 2013.
- “Fiscal Consolidation in OECD Countries”, with Jon R. Blondal and Knut Klepsvik, Presupuesto y Gasto Público, 69-(4/2012), pp.23-52, Madrid, March 2013.
- Structural budget balance: methodology and estimation for the Chilean Central Government 1987-2001. Seminarios y Conferencias, Naciones Unidas Comisión Económica para América Latina y el Caribe (CEPAL). Agosto de 2003. (Autor junto a Marcelo Tokman, Rodrigo Valdés y Paula Benavides).
- Balance Estructural del Gobierno Central. Metodología y Estimaciones para Chile. MPRA Paper, University Library of Munich, Germany. Septiembre de 2001.

### Otros estudios
- Efectos de la Crisis Financiera sobre los Sistemas de pensiones en América Latina. IDB Publications (Working Papers), Inter-American Development Bank. Diciembre de 2010. (Autor junto a Waldo Tapia)
- Movilidad, Desigualdad y Política Social en América Latina. CIEPLAN. Febrero de 2009.
- Modelos Alternativos de Descentralización y la Experiencia Chilena. CIEPLAN. Julio de 2008.
- “Natural Disasters Financial Risk Management. Technical and Policy Underpinnings for the Use of Disaster-Linked Financial Instruments in Latin America and the Caribbean”, with Torben Anderse, Guillermo Collich, Kurt Focke and Juan José Durante, Technical Notes IDB-TN-175, Inter-American Development Bank, 2010.
- La Asignatura Pendiente. Hacia una Revalidación de la Educación Pública de Gestión Local en Chile, con Dagmar Raczynski, CIEPLAN-Uqbar Editores, Santiago de Chile, 2009.
- Comentarios a los documentos presentados en la sesión IV: envejecimiento y sistemas de pensiones.  Seminarios y Conferencias, Naciones Unidas Comisión Económica para América Latina y el Caribe (CEPAL). Agosto de 2000.
- Descentralización fiscal: el caso chileno. Series Históricas, Naciones Unidas Comisión Económica para América Latina y el Caribe (CEPAL). Abril de 1994. (Autor junto a José Espinoza).
- Developmentalism, socialism, and free market reform: three decades of income distribution in Chile Policy Research Working Paper Series, The World Bank. Septiembre de 1993. (Autor junto a Andrés Solimano).
- Labour market indicators: leading indicators for employment forecasting in developing countries. Noviembre de 1990.
- Además de varios artículos en la Colección Estudios Cieplan.